# Busjöarna
Busjöarna är en sjö i Ånge kommun i Medelpad och ingår i Ljungans huvudavrinningsområde. Sjön har en area på 0,509 kvadratkilometer och ligger 267,4 meter över havet.

## Delavrinningsområde
Busjöarna ingår i det delavrinningsområde (692961-145323) som SMHI kallar för Utloppet av Busjöarna. Medelhöjden är 323 meter över havet och ytan är 7,42 kvadratkilometer. Det finns inga avrinningsområden uppströms utan avrinningsområdet är högsta punkten. Vattendraget som avvattnar avrinningsområdet har biflödesordning 2, vilket innebär att vattnet flödar genom totalt 2 vattendrag innan det når havet efter 169 kilometer. Avrinningsområdet består mestadels av skog (76 procent). Avrinningsområdet har 0,51 kvadratkilometer vattenytor vilket ger det en sjöprocent på 6,8 procent.